# 皮恩山道旁克劳斯
皮恩山道旁克劳斯是奥地利上奥地利州克雷姆斯河畔基希多夫县的一个市镇。总面积108平方公里，总人口1165人，人口密度10.8人/平方公里（2005年）。